# Wilhelm Ohnesorge
Karl Wilhelm Ohnesorge, né le 8 juin 1872 à Gräfenhainichen (province de Saxe) et mort le 1er février 1962 à Munich (RFA), est un homme politique allemand. Il est secrétaire d'État aux Postes entre 1933 et 1937 puis ministre des Postes entre 1937 à 1945.
Il a aussi beaucoup puisé dans les recherches liées à la propagation et la promotion du NSDAP à travers la radio et à l'élaboration d'un projet de bombe atomique allemande.